# A hmao
Le Hwa Miao (ou  A-Hmao,  A Hmao,  Ahmao,Shimen, autonyme Ad Hmaob (/ɑ˥ m̥ɑw˥˦/) ; chinois : 苗语滇东北次方言 ; pinyin : Miáoyǔ diāndōngběi cìfāngyán ; litt. « dialecte des Miaos du Nord-Est de Dian ») est une langue hmong-mien parlée en Chine par les ethnies hmong et miao.

## Localisation géographique
L'a hmao est parlé dans l'ouest du Guizhou (xians de Hezhang, Pu'an, Shuicheng, Weining, Zhenning, et Ziyun, ainsi que dans la municipalité de Liupanshui) ; dans le Sichuan (municipalité de Panzhihua) ; dans le Yunnan (aux alentours de Zhaotong, xians de Daguan, Fumin, Lufeng, Luquan, Qiaojia, Suijiang, Wuding, Xundian, Yongshan, et Yiliang , municipalités d'Anning, Chuxiong, Kunming, Qujing, et Xuanwei).

## Classification interne
Dans la classification chinoise établie par les linguistes Wang, Mao, Meng et Zheng, l'a hmao, appelé « diandongbei », est l'un des dialectes du sous-groupe chuanqiandian des langues hmong, au sein de la famille des langues hmong-mien. En Chine les locuteurs de l'a hmao font partie des nationalités hmong et miao.

## Phonologie
Les tableaux présentent les phonèmes vocaliques et consonantiques de l'a hmao parlé dans le village de Shimenkanzhai (石门砍寨), situé dans le canton de Ronghe (荣合) dans le xian de Weining.

### Voyelles
|         | Antérieure  | Centrale | Postérieure |
| ------- | ----------- | -------- | ----------- |
| Fermée  | i [i] y [y] |          | ɯ [ɯ] u [u] |
| Moyenne | e [e]       | ə [ə]    | o [o]       |
| Ouverte |             |          | ɑ [ɑ]       |

### Diphtongues et rimes
Les diphtongues de l'a hmao sont: [ɑi], [ɑo], [ɑɯ], eu [œy], [iɑ], [ie], [io], [iu], [iɯ], auxquelles s'ajoutent les triphtongues [iɑi], [iɑo], [iæy] et [iɑɯ].

### Consonnes
|               |               | Bilabiales | Alvéolaires | Alvéolaires | Rétrofl.    | Alv.-pal.   | Dorsales  | Dorsales  |
| ------------- | ------------- | ---------- | ----------- | ----------- | ----------- | ----------- | --------- | --------- |
| Centrales     | Latérales     | Bilabiales | Vélaires    | Uvulaires   | Rétrofl.    | Alv.-pal.   |           |           |
| Occlusives    | Sourde        | p [p]      | t [t]       |             | ʈ [ʈ ]      |             | k [k]     | q [q]     |
| Occlusives    | Aspirées      | ph [pʰ]    | th [tʰ]     |             | ʈh [ʈʰ]     |             | kh [kʰ]   | qh [qʰ]   |
| Occlusives    | Prénasal.     | mp [m͡p]    | nt [n͡t]     |             | nʈ [n͡ʈ ]    |             | ŋk [ŋ͡k]   | nq [ɴ͡q]   |
| Occlusives    | Aspirées      | mph [m͡pʰ]  | nth [n͡tʰ]   |             | nʈh [n͡ʈʰ]   |             | ŋkh [ŋ͡kʰ] | nqh [ɴ͡qʰ] |
| Fricatives    | sourdes       | f [f]      | s [s]       |             | ʂ [ʂ]       | ɕ [ɕ]       | h [ x]    |           |
| Fricatives    | Sonore        | v [v]      |             |             | ʐ [ʐ]       | ʑ [ʑ]       |           |           |
| Affriquées    | Sourdes       |            | ts [t͡s]     | tɬ [t͡ɬ]     | tʂ [t͡ʂ]     | tɕ [t͡ɕ]     |           |           |
| Affriquées    | Aspirées      |            | tsh [t͡sʰ]   | tɬh [t͡ɬʰ]   | tʂh [t͡ʂʰ]   | tɕh [t͡ɕʰ]   |           |           |
| Affriquées    | Prénasal.     |            | nts [n͡t͡s]   | ntɬ [n͡t͡ɬ]   | ntʂ [ɳ͡t͡ʂ]   | ntɕ [ȵ͡t͡ɕ]   |           |           |
| Affriquées    |               |            | ntsh [n͡t͡sʰ] | ntɬh [n͡t͡ɬʰ] | ntʂh [ɳ͡t͡ʂʰ] | ntɕh [ȵ͡t͡ɕʰ] |           |           |
| Liquides      |               |            |             | l [l]       |             |             |           |           |
| Liquides      | Dévoisées     |            |             | l̥ [l̥]       |             |             |           |           |
| Nasales       | Sonores       | m [m]      | n [n]       |             | ɳ [ɳ]       |             | ŋ [ŋ]     |           |
| Nasales       | Dévoisées     | m̥ [m̥]      | n̥ [n̥]       |             |             |             | ŋ̥ [ŋ̥]     |           |
| Semi-voyelles | Semi-voyelles | w [w]      |             |             |             |             |           |           |

### Tons
L'a hmao est une langue à tons. Le parler de Shimenkanzhai compte huit tons.
| Ton | Valeur | Exemple | Transcription | Traduction                  |
| --- | ------ | ------- | ------------- | --------------------------- |
| 1   | ˥˧ 54  | lie1    | lieb          | rouge                       |
| 2   | ˧˥ 35  | ntɬu2   | ndlux         | féroce, cruel               |
| 3   | ˥ 55   | qɑ3     | ghad          | excrément                   |
| 4   | ˩ 11   | nɯ4     | nwl           | cheval                      |
| 5   | ˨ 33   | pɑɯ5    | bangt         | air, souffle                |
| 6   | ˧˩ 31  | ɳu6     | nrus          | chose                       |
| 7   | ˩ 11   | ȵtɕo7   | nqok          | trembler, frisonner, frémir |
| 8   | ˧˩ 31  | ŋɯ8     | nggwf         | couper                      |

## Écriture
L'a hmao est une langue écrite. Au début du XXe siècle, le missionnaire britannique Samuel Pollard crée pour la langue un alphasyllabaire. À partir de 1958, les autorités de la Chine populaire promeuvent une écriture latine du même type que celles utilisées pour d'autres langues minoritaires dans le pays, des langues hmong-mien, tels que le miao chuanqiandian ou tai-kadai, telles que le kam ou le sui. Ces systèmes n'ont pas recours aux diacritiques mais à des digraphes ou à des combinaisons de lettres complexes pour noter les phonèmes. 

### Alphabet
| Caractère     | Caractère | Caractère | Caractère | Caractère | Caractère | Caractère | Caractère | Caractère | Caractère | Caractère | Caractère | Caractère | Caractère | Caractère | Caractère | Caractère | Caractère | Caractère | Caractère | Caractère | Caractère | Caractère | Caractère | Caractère | Caractère | Caractère | Caractère | Caractère | Caractère | Caractère |
| ------------- | --------- | --------- | --------- | --------- | --------- | --------- | --------- | --------- | --------- | --------- | --------- | --------- | --------- | --------- | --------- | --------- | --------- | --------- | --------- | --------- | --------- | --------- | --------- | --------- | --------- | --------- | --------- | --------- | --------- | --------- |
| a             | b         | c         | ch        | d         | dl        | dr        | e         | f         | g         | gh        | h         | hl        | hm        | hn        | hng       | hx        | i         | j         | k         | kh        | l         | m         | n         | nb        | nc        | nch       | nd        | ndl       | ndr       | ng        |
| Prononciation |           |           |           |           |           |           |           |           |           |           |           |           |           |           |           |           |           |           |           |           |           |           |           |           |           |           |           |           |           |           |
| ɑ             | p         | tsʰ       | tʂʰ       | t         | tɬ        | ʈ         | ə         | f         | k         | q         | h         | l̥         | m̥         | n̥         | ŋ̥         | x         | i         | tɕ        | kʰ        | qʰ        | l         | m         | n         | mp        | ntsʰ      | ɳʈʂʰ      | nt        | ntɬ       | ɳʈ        | ŋk        |
| Caractère     |           |           |           |           |           |           |           |           |           |           |           |           |           |           |           |           |           |           |           |           |           |           |           |           |           |           |           |           |           |           |
| ngg           | ngh       | nj        | nk        | nkh       | np        | nq        | nr        | nt        | ntl       | ntr       | nz        | nzh       | o         | p         | q         | r         | s         | sh        | t         | tl        | tr        | u         | v         | w         | x         | y         | yu        | z         | zh        |           |
| Prononciation |           |           |           |           |           |           |           |           |           |           |           |           |           |           |           |           |           |           |           |           |           |           |           |           |           |           |           |           |           |           |
| ŋ             | ɴq        | ȵtɕ       | ŋkʰ       | ɴqʰ       | mpʰ       | ȵtɕʰ      | ɳ         | ntʰ       | ntɬʰ      | ɳʈ        | nts       | ɳʈʂ       | o         | pʰ        | tɕʰ       | ʐ         | s         | ʂ         | tʰ        | tɬʰ       | ʈʰ        | u         | v         | w/ɯ       | ɕ         | ʑ         | y         | ts        | tʂ        |           |

### Finales
Quelques finales ont des particularités orthographiques. Les séquences /eu/ et /ieu/ notent [œy] et [iœy], /iw/ note [iɯ], /ang/ et /iang/ notent [ɑɯ] et [iɑɯ].

### Tons
Les tons sont indiqués par une consonne écrite à la fin de la syllabe. 
| Ton         | Ton | Ton | Ton | Ton | Ton | Ton | Ton |
| ----------- | --- | --- | --- | --- | --- | --- | --- |
| 1           | 2   | 3   | 4   | 5   | 6   | 7   | 8   |
| Valeur      |     |     |     |     |     |     |     |
| 54          | 35  | 55  | 11  | 33  | 31  | 11  | 31  |
| Orthographe |     |     |     |     |     |     |     |
| b           | x   | d   | l   | t   | s   | k   | f   |